# Campionato del mondo femminile di scacchi 1927
Il campionato del mondo femminile di scacchi del 1927 fu la prima edizione del campionato mondiale organizzato dalla FIDE.
Il torneo fu disputato a Londra, contemporaneamente alla prima edizione delle Olimpiadi degli scacchi. La formula prevista era un unico girone all'italiana a turno unico tra dodici giocatrici.
Il torneo fu vinto da Vera Menchik, che divenne così la prima campionessa mondiale.

## Classifica finale
| Pos. | Giocatrici                            | Punti |
| ---- | ------------------------------------- | ----- |
| 1    | Vera Menchik ( Unione Sovietica)      | 10,5  |
| 2    | Katarina Beskow ( Svezia)             | 9     |
| 3    | Paula Wolf-Kalmar ( Austria)          | 7     |
| 4    | Edith Holloway ( Inghilterra)         | 6     |
| 4    | Edith Michell ( Inghilterra)          | 6     |
| 6    | Edith Charlotte Price ( Inghilterra)  | 5,5   |
| 7    | Gisela Harum ( Austria)               | 4,5   |
| 8    | Florence Hutchison-Stirling ( Scozia) | 4     |
| 9    | Agnes Stevenson ( Inghilterra)        | 3,5   |
| 9    | S. Synnevaag ( Norvegia)              | 3,5   |
| 9    | Marie Jeanne Frigard ( Francia)       | 3,5   |
| 12   | M. Daunke ( Germania)                 | 3     |